# WWE Unforgiven
Unforgiven was een jaarlijkse pay-per-view (PPV) worstelevenement geproduceerd door World Wrestling Entertainment (WWe). Het wordt sinds 1999 in september gehouden. Unforgiven begon net als Judgment day en Backlash als een In Your House evenement in april. Toen vond ook de beroemde Inferno Match tussen The Undertaker en Kane plaats. Tijdens de periode dat alle PPV's, met uitzondering van de grote vier (Royal Rumble, Wrestlemania, SummerSlam en Survivor Series), exclusief werden voor een "brand", was Unforgiven een RAW PPV. In 2007 werd het weer een open evenement.
| Naam           | Jaren       |
| -------------- | ----------- |
| WWF Unforgiven | 1998 - 2002 |
| WWE Unforgiven | 2002 - 2008 |

## Geschiedenis van Unforgiven
| Editie | Datum             | Stad                        | Locatie             | Main Event |
| ------ | ----------------- | --------------------------- | ------------------- | --- |
| IYH    | 26 april 1998     | Greensboro (North Carolina) | Greensboro Coliseum | Stone Cold Steve Austin (c) vs. Dude Love voor de WWF Championship                                                                                      |
| 1999   | 26 september 1999 | Charlotte (North Carolina)  | Charlotte Coliseum  | Triple H vs. The Rock vs. Kane vs. Mankind vs. Big Show vs. The British Bulldog in een Six-Pack Challenge voor de WWF Championship                      |
| 2000   | 24 september 2000 | Philadelphia (Pennsylvania) | First Union Center  | The Rock (c) vs. Chris Benoit vs. The Undertaker vs. Kane in een Fatal Four-Way match voor de WWF Championship                                          |
| 2001   | 23 september 2001 | Pittsburgh (Pennsylvania)   | Mellon Arena        | Stone Cold Steve Austin (c) vs. Kurt Angle voor de WWF Championship.                                                                                    |
| 2002   | 22 september 2002 | Los Angeles                 | Staples Center      | Brock Lesnar (c) vs. The Undertaker voor de WWE Championship                                                                                            |
| 2003   | 21 september 2003 | Hershey (Pennsylvania)      | Giant Center        | Triple H (c) vs. Goldberg voor de World Heavyweight Championship                                                                                        |
| 2004   | 12 september 2004 | Portland (Oregon)           | Rose Garden         | Randy Orton (c) vs. Triple H voor de World Heavyweight Championship.                                                                                    |
| 2005   | 18 september 2005 | Oklahoma City (Oklahoma)    | Ford Center         | John Cena (c) vs. Kurt Angle voor de WWE Championship.                                                                                                  |
| 2006   | 17 september 2006 | Toronto                     | Air Canada Centre   | Edge (c) vs John Cena in een Tables, Ladders and Chairs Match voor de WWE Championship.                                                                 |
| 2007   | 16 september 2007 | Memphis (Tennessee)         | FedExForum          | The Undertaker vs. Mark Henry |
| 2008   | 7 september 2008  | Cleveland (Ohio)            | Quicken Loans Arena | Chris Jericho vs Batista vs Kane vs John "Bradshaw" Layfield vs Rey Mysterio in een Championship Scramble Match voor de World Heavyweight Championship. |